# Campagnatico
Campagnatico est une commune italienne de la province de Grosseto, dans la région Toscane.

## Administration
| Période                                  | Période | Identité | Étiquette | Qualité |
| ---------------------------------------- | ------- | -------- | --------- | ------- |
|                                          |         |          |           |         |
| Les données manquantes sont à compléter. |         |          |           |         |

### Hameaux
Arcille, Marrucheti, Montorsaio.

### Communes limitrophes
Arcidosso, Cinigiano, Civitella Paganico, Grosseto, Roccalbegna, Roccastrada, Scansano

## Histoire
Le village est né comme une possession de l'abbaye de San Salvatore au Mont Amiata, dont il passa sous les Aldobrandeschi, à qui il appartenait en 973. L'assassinat d' Omberto Aldobrandeschi en 1259, mentionné par Dante Alighieri dans la Divine Comédie, détermine le passage du château sous la commune de Sienne. Les vicomtes de Castiglione d'Orcia et les Tolomei de Sienne se sont disputés la domination, qui est ensuite passée définitivement à la ville. Avec Sienne, elle fait partie, au milieu du XVIe siècle, au Grand-Duché de Toscane, dont il suivit ensuite le sort.

## Monuments et lieux d'intérêt
- Église paroissiale de San Giovanni Battista (XIIIe siècle)
- La Rocca Aldobrandesca, composée d'une tour en pierre à section quadrangulaire qui domine tout le centre de Campagnatico, adossée à un mur d'escarpement d'un côté près des murs d'enceinte de Campagnatico.
- Les murailles de Campagnatico construits entre le XIIe siècle et le XIIIe siècle, délimitent presque entièrement le village de Campagnatico, avec des parties exposées et d'autres adossées aux murs des bâtiments. Ils comprennent le complexe fortifié de la forteresse aldobrandesque et une tour de guet, transformée plus tard en clocher de l'église de San Giovanni Battista.
- Les murailles de Montorsaio (XIIe siècle), formant le système défensif de Montorsaio (frazione de Campagnatico) et entourant le Cassero Senese.
- Les Colonne della Sabatina, vestiges d'un ancien château médiéval.
- Le château de Stertignano du XIIIe siècle construit par les Aldobrandeschi.

## Galerie

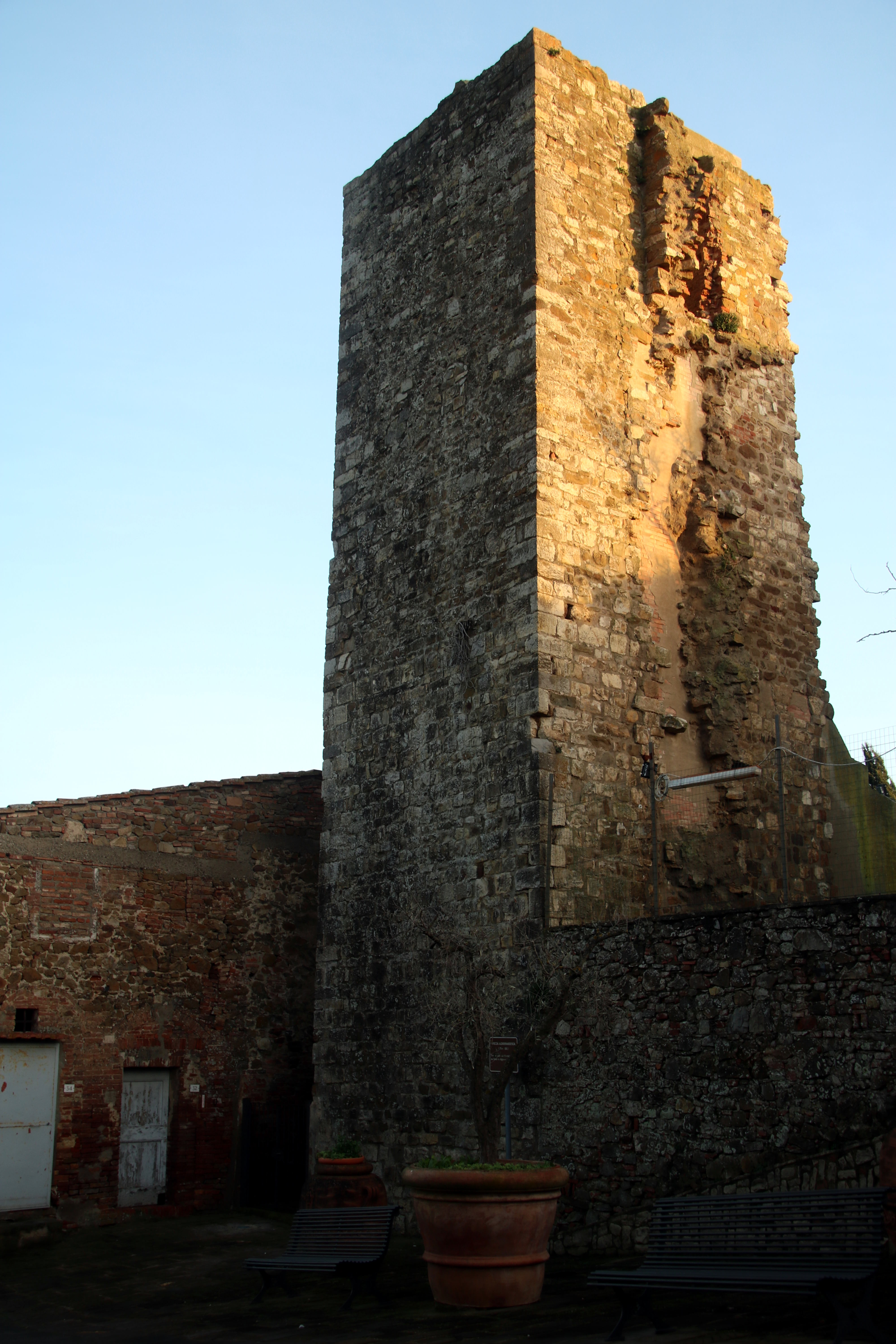
La Rocca aldobrandesca
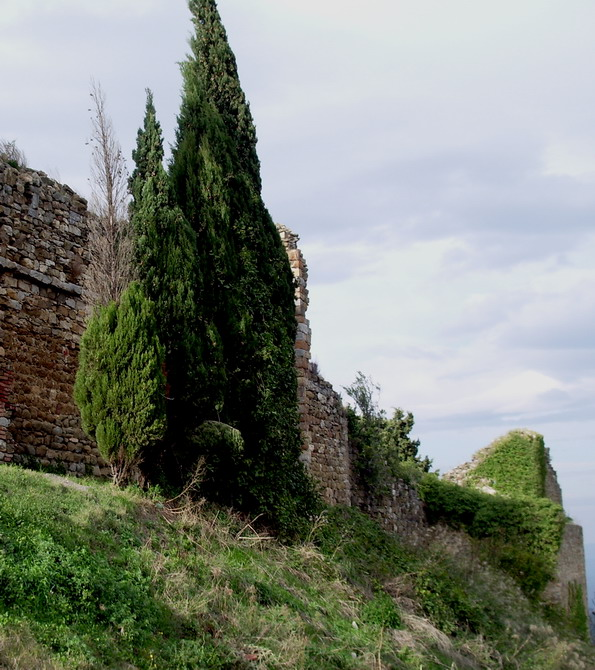
Les murs d'enceinte de Campagnatico
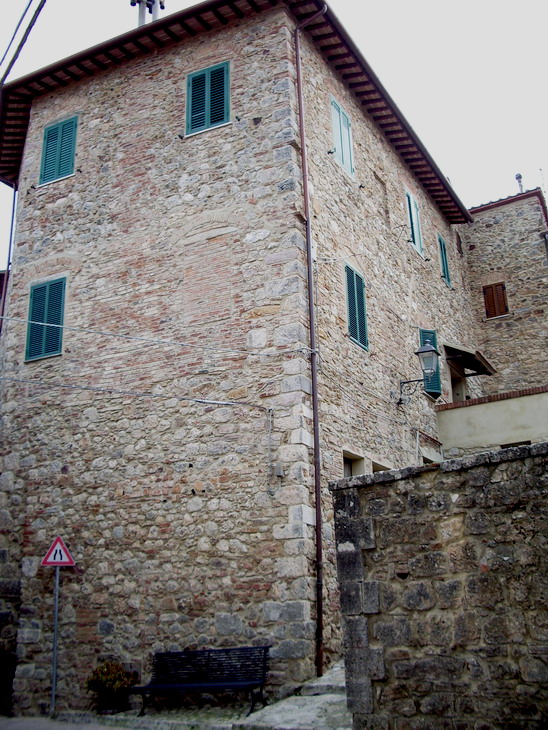
Le Cassero Senese (Montorsaio)